# Benčići (miasto Buzet)
Benčići – wieś w Chorwacji, w żupanii istryjskiej, w mieście Buzet. W 2011 roku pozostawała niezamieszkana.